# Anne Pätzke

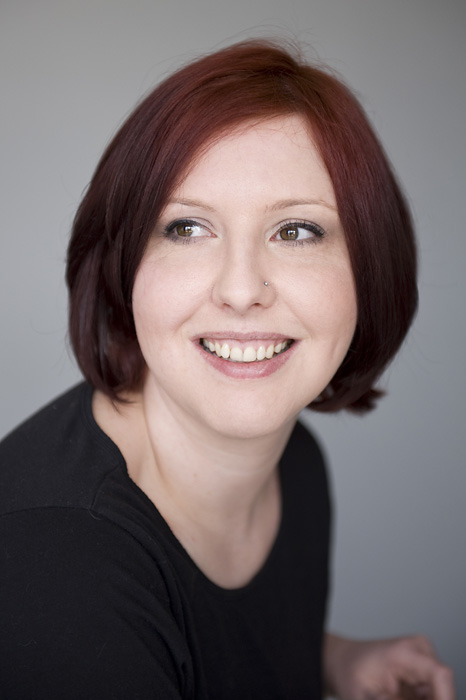
Anne Pätzke (2011)

Anne Pätzke (* 11. November 1982 in Frankfurt (Oder)) ist eine deutsche Illustratorin und Autorin. Sie lebt in Berlin.

## Werdegang
Anne Pätzke wurde in Frankfurt (Oder) geboren und lernte dort von 1998 bis 2000 an der Landkunstschule Rosengarten klassische Malmedien. Seit 2002 lebt sie in Berlin und arbeitet im multimedialen Bereich und entwickelt unter anderem an Charakterdesigns. Von 2003 bis 2007 war sie beim Verlag Schwarzer Turm als Mitherausgeberin des Magazins Paper Theatre tätig. 2006 erschien ihr erstes Kinderbuch beim Schwarzen Turm mit der Figur Kulla, einem kleinen Häschen. Ab 2008 wurde die Reihe beim Verlag Tokyopop fortgesetzt und erreichte drei Bände. Seit 2011 ist Anne Pätzke vor allem als Illustratorin für Spiele tätig, vorrangig beim Verlag Schmidt Spiele. 2019 startete sie auf der englischen Webcomic-Plattform Tapas ihre Serie Bound - The Contract (im Deutschen nur Bound), welcher seit Juni 2021 beim Verlag Altraverse in Sammelbänden zusammengefasst wird.

## Werke
- Kulla (2006 bei Schwarzer Turm)
- Kulla und die Wunschblume (2008 bei Tokyopop)
- Kulla und der Schneemann (2008 bei Tokyopop)
- Kulla und der Mondhase (2009 bei Tokyopop)
- Bound (2021 bei Altraverse, bisher 1 Sammelband)

## Illustrationen
- Draco (2011 bei Schmidt Spiele)
- Space Mission (2011 bei Schmidt Spiele)
- A qui mieux-mieux (2012 bei Schmidt Spiele)
- Bumm Bumm Ballon (2012 bei Schmidt Spiele)
- Zebra-Schwein (2012 bei Schmidt Spiele)
- Carcassonne Winter-Edition (2012 bei Hans im Glück Verlag)
- Carcassonne Winter-Edition: Der Lebkuchenmann (2012 bei Hans im Glück Verlag)
- Flieg mit, kleine Eule! (2013 bei Schmidt Spiele)
- Super Race (2013 bei Schmidt Spiele)
- Mensch Ärger dich nicht Kids (2013 Schmidt Spiele)
- Kniffel Das Kartenspiel (2013 bei Schmidt Spiele)
- Pick Nick! (2014 bei Schmidt Spiele)
- Mensch Ärgere Dich Nicht – Das Kartenspiel (2014 bei Schmidt Spiele)
- Mensch Ärgere Dich Nicht Kids (2014 bei Schmidt Spiele)
- Big Deal (2014 bei Schmidt Spiele)
- Adventure Tours (2014 bei Schmidt Spiele)
- Carcassonne Edition II (2014 bei Hans im Glück Verlag)
- Sankt Petersburg Edition II (2014 bei Hans im Glück Verlag)
- Leiterspiel (2014 bei Schmidt Spiele)
- Cornwall (2015 bei Schmidt Spiele)
- Carcassonne: Winter-Edition – Die Kornkreise (2015 bei Hans im Glück)
- Bad Bunnies (2015 bei Schmidt Spiele)
- Viva Topo (2015 bei Pegasus Spiele)
- Zoowaboo (2015 bei Pegasus Spiele)
- Hopp Hopp Häschen (2015 bei Pegasus Spiele)
- Maskenball der Käfer (2015 bei Pegasus Spiele)
- Piratissimo (2016 bei Pegasus Spiele)
- Rettet den Märchenschatz! (2016 bei Pegasus Spiele)
- Zauberei Hoch Drei (2016 bei Pegasus Spiele)
- Kleiner Vogel, Großer Hunger (2016 bei HABA)
- Carcassonne: Die Wachtürme (2016 bei Hans im Glück)
- Carcassonne: Das Labyrinth (2016 in der „Spiel Doch!“)
- Die Gärten von Versailles (2017 bei Schmidt Spiele)
- Chill & Chili (2017 bei Schmidt Spiele)
- Sabrina Stachelschwein (2017 bei Pegasus Spiele)
- Katz & Schmaus (2017 bei Pegasus Spiele)
- Gute Nacht Monster (2017 bei Pegasus Spiele)
- Grimaffen (2017 bei Pegasus Spiele)
- Timmy räumt auf (2017 bei Pegasus)
- Fuchs du hast das Huhn gestohlen (2017 bei Pegasus Spiele; nominiert für den Graf Luodo 2018)
- Carcassonne: Manege Frei (2017 bei Hans im Glück)
- Carcassonne: Märkte zu Leipzig (2017 bei Hans im Glück)
- Carcassonne für 2 (2017 bei Hans im Glück)
- Carcassonne Big Box 6 (2017 bei Hans im Glück)
- Farmini (2018 bei LOKI)
- Fabulantica (2018 bei LOGIS, Pegasus Spiele)
- Carcassonne: Die Obstbäume (2018 bei Hans im Glück)